# Stay (2005)
Stay is een Amerikaanse thriller/dramafilm uit 2005, geregisseerd door Marc Forster en geproduceerd door Arnon Milchan. De hoofdrollen worden vertolkt door Ewan McGregor, Naomi Watts en Ryan Gosling.

## Verhaal
Henry Letham (Ryan Gosling) is een jongeman die levend uit een auto-ongeluk ontsnapt. Hij krijgt de psychiater Sam Foster (Ewan McGregor) toegewezen. Door zijn trauma kan hij dingen voorspellen, zoals zijn eigen dood. Sams vriendin Lila Culpepper (Naomi Watts), die eveneens een zelfmoordpoging ondernam, wil samen met Sam koste wat kost de zelfmoord van Letham vermijden. Maar wil Henry wel geholpen worden?

## Rolbezetting
| Acteur           | Personage          |
| ---------------- | ------------------ |
| Ewan McGregor    | Dr. Sam Foster     |
| Naomi Watts      | Lila Culpepper     |
| Ryan Gosling     | Henry Letham       |
| Bob Hoskins      | Dr. Leon Patterson |
| Janeane Garofalo | Dr. Beth Levy      |
| B.D. Wong        | Dr. Ren            |
| Elizabeth Reaser | Athena             |
| Amy Sedaris      | Toni               |